# 侯隽
侯隽（1943年—），绰号铁姑娘，北京人，中共党员，著名知青，中共十大代表、第四届全国人民代表大会常务委员、天津市宝坻区政协主席，曾受到四次毛泽东主席、六次周恩来总理接见。

## 经历[2]
1943年出生于北京，新中国成立后其父为工程师，母亲为工会干部。1955年，因受母亲工作调动影响，当时在北京市石驸马大街第二小学就读四年级的侯隽随之迁往房山良乡居住，就读于北京基建局子弟小学，后考入良乡中学。高中期间，两次获得北京教育局颁发的品学兼优奖章。1962年，毕业于良乡中学，放弃高考，参与上山下乡，被分配至今天津市宝坻区史各庄镇窦家桥村。同年7月10日，将户口迁至下乡所在地。
1963年，黄宗英到宝坻体验生活时发现侯隽，为之行为感动，于是向周总理讲述侯隽情况，总理让黄宗英写文章宣传侯隽事迹。同年7月23日人民日报发表了黄宗英所写报告文学——《特别的姑娘》。之后中国青年报以《城市知识青年立志建设新农村的榜样，侯隽落户农村被称为“特别姑娘”》为题做了长篇报道，随后河北日报、光明日报、人民画报等报纸进行了跟进报道。1963年7月，共青团天津专区委员会发出《关于在知识青年中开民学习侯隽事迹的通知》。1964年4月，受邀出席河北省劳模大会。同年6月，当选中国共青团九大代表，之后受到毛泽东、周恩来、刘少奇、朱德等国家领导人的接见。1966年1月22日，侯隽加入中国共产党。1969年，担任窦家桥大队党支部书记。
1971年，被选为中共天津地委委员，中共宝坻县委委员。1972年，随中国农民代表团访问日本。1973年，任中共宝坻县委副书记。同年，被选为中共十大代表。1975年，当选为第四届全国人民代表大会常务委员，先后担任过河北省妇联副主任、共青团天津市委书记。1975年9月，被评为全国农业学大寨先进个人。1976年，任国务院知识青年上山下乡领导小组副组长。1979年8月，出席全国先进知青代表座谈会，受到华国锋、李先念、胡耀邦等党和国家领导人的接见。1980年到1990年，任宝坻县人大常委会副主任；1990年，任宝坻县副县长兼任宝坻县红十字会会长，分管文教工作与教育卫生。1994年起，先后组织募捐九次，得款九十多万元，并争取到邵逸夫工程捐款40万，从而建成一所为残疾儿童服务的特教学校。1996年，任宝坻县副县长，分管对外经贸。1997年，时任中共中央政治局常委和中央书记处书记的胡锦涛到天津视察工作，点名接见了侯隽。1998年，任宝坻县副县长，分管农业。2001年1月到2001年9月，任宝坻县政协主席、天津市政协委员。2001年9月至2007年5月，因宝坻撤县设区，任宝坻区政协主席、天津市政协委员。2002年起，侯隽和其丈夫司福玉窦家桥村西北营造百亩知青纪念林，并于2011年捐献给国家。2002年，再次受到胡锦涛探望。2007年，退休。退休后，发挥余热，任宝坻区关心下一代工作委员会副主任和桑梓助学基金会副理事长。201710月22日，向周恩来纪念地管理局和周恩来纪念馆捐赠由她主编的《知青心中的周恩来》。